# Stumm (Austria)
Stumm – gmina w Austrii, w kraju związkowym Tyrol, w powiecie Schwaz. Według Austriackiego Urzędu Statystycznego liczyła 1848 mieszkańców (1 stycznia 2015).